# 矛麗魚
矛麗魚，為輻鰭魚綱鱸形目隆頭魚亞目慈鯛科的其中一種，分布於南美洲蘇利南、蓋亞那、委內瑞拉、千里達、法屬圭亞那的大西洋岸的淡水流域，體長可達20公分，棲息河川中底層水域，屬雜食性，以魚類、昆蟲、植物等為食，具侵略性，可作為觀賞魚。

## 擴展閱讀
維基物種上的相關：矛麗魚